# Kozerki Open 2024
Il Kozerki Open 2024 è stato un torneo maschile di tennis professionistico. È stata la 3ª edizione del torneo, facente parte della categoria Challenger 75 nell'ambito dell'ATP Challenger Tour 2024, con un montepremi di 73 000 €. Si è giocato dal 12 al 18 agosto 2024 sui campi in cemento del Akademia Tenisowa Tenis Kozerki di Grodzisk Mazowiecki, in Polonia.

## Partecipanti

### Teste di serie
| Nazionalità | Giocatore          | Ranking* | Testa di serie |
| ----------- | ------------------ | -------- | -------------- |
| Rep. Ceca   | Vít Kopřiva        | 133      | 1              |
| Danimarca   | August Holmgren    | 167      | 2              |
| Polonia     | Maks Kaśnikowski   | 186      | 3              |
| Svizzera    | Dominic Stricker   | 188      | 4              |
| Kazakistan  | Timofej Skatov     | 191      | 5              |
| Svizzera    | Marc-Andrea Hüsler | 200      | 6              |
| Belgio      | Joris De Loore     | 212      | 7              |
| Francia     | Antoine Escoffier  | 234      | 8              |

* Ranking al 5 agosto 2024.

### Altri partecipanti
I seguenti giocatori hanno ricevuto una wild card per il tabellone principale:
- Marcel Kamrowski
- Martyn Pawelski
- Kacper Żuk

Il seguente giocatore è entrato in tabellone con il ranking protetto:
- Tim van Rijthoven

Il seguente giocatore è entrato in tabellone come alternate:
- Alexis Gautier

I seguenti giocatori sono passati dalle qualificazioni:
- Filip Peliwo
- Laurent Lokoli
- Daniil Glinka
- Norbert Gombos
- Aleksandre Bakshi
- Oscar Weightman

Il seguente giocatore è entrato in tabellone come lucky loser:
- Omar Jasika

## Punti e montepremi
| Torneo    | Torneo              | V     | F     | SF    | QF    | 2T    | 1T  | Q | Q2  | Q1  |
| Singolare | Punti               | 75    | 44    | 22    | 12    | 6     | 0   | 4 | 2   | 0   |
| Singolare | Premi in denaro (€) | 9,880 | 5,820 | 3,450 | 2,000 | 1,165 | 720 | – | 360 | 185 |
| Doppio    | Punti               | 75    | 44    | 22    | 12    | –     | 0   | – | –   | –   |
| Doppio    | Premi in denaro (€) | 4,250 | 2,450 | 1,480 | 880   | –     | 500 | – | –   | –   |

## Campioni

### Singolare
Marc-Andrea Hüsler ha sconfitto in finale  Vít Kopřiva con il punteggio di 6–1, 6–4.

### Doppio
Charles Broom /  David Stevenson hanno sconfitto in finale  Daniel Cukierman /  Johannes Ingildsen con il punteggio di 6–3, 7–6(3).